# 走査型非線形誘電率顕微鏡
走査型非線形誘電率顕微鏡（そうさがたひせんけいゆうでんりつけんびきょう、Scanning Nonlinear Dielectric Microscopy : SNDM）は、走査型プローブ顕微鏡の一種。

## 概要
走査型プローブ顕微鏡の一種で試料表面の自発分極分布や圧電材料の局所的異方性を高分解能で観察・測定するために使用される。
誘電体の非線形現象は非常に小さいので、それを検出する為に10-22F～10-23Fの極微小な静電容量変化を検出できる感度を持っており、最も高分解能な強誘電分極の計測法とされる。構造は帰還部に探針がセットされた自励発振型のLC共振器(約1.2GHz)と接地された高周波の帰還回路用の金属環で構成され、試料のある金属ステージ側から低周波の交番電界(約5～100kHz)を印加した時の試料の非線形誘電効果によるCsの変化で発振周波数を変調(FM波)する共振周波数の変化から非線形誘電率を計測する。外部からの交流電界(周波数ω)の印加と試料の非線形性により、探針の直下の静電容量は交流的に時間変化するのでFM波はFM復調器をへてロックインアンプへ送られ、印加電圧と同じ周波数成分を検出すればそれぞれのεがそれぞれ他の非線形応答から分離して測定できる。フラッシュメモリに蓄えられた電荷の分布計測にも成功しており、電子素子の評価・開発に貢献が期待されている。

## 用途
- 非線形誘電率の空間分布の測定
- 誘電体の研究